# محمود افشاردوست
محمود افشاردوست (زاده ۱ خرداد ۱۳۵۴) دبیرکل پیشین فدراسیون والیبال ایران، بازیکن و مربی سابق تیم ملی والیبال مردان ایران است. افشاردوست، در سال ۱۳۷۰ به تیم ملی جوانان ایران دعوت شد و در سال ۱۳۷۲ و ۱۳۷۳ عنوان کاپیتانی تیم ملی جوانان را بعهده داشت. در سال ۱۳۷۳ به عنوان با ارزش‌ترین بازیکن جوانان آسیا دست یافت. او در سال ۱۳۷۴ به تیم ملی بزرگسالان دعوت شد و تا شهریور سال ۱۳۸۲ در تیم ملی بزرگسالان حضور داشت و در بازی‌های آسیایی ۲۰۰۲ به مدال نقره و در مسابقات قهرمانی آسیا (چین) ۲۰۰۳ به مدال برنز دست یافت. افشاردوست از سال ۱۳۸۷ تا ۱۳۸۹ مربی تیم ملی ایران بود که موفق به کسب مدال نقره بازیهای آسیایی ۲۰۱۰ گوانگژو و مدال نقره قهرمانی آسیا ۲۰۰۹ فیلیپین گردید و در سال ۱۳۹۰ مربی تیم ملی نوجوانان ایران در مسابقات قهرمانی جهان (آرژانتین) بوده و در سال ۱۳۹۱ به عنوان دبیرکل فدراسیون والیبال ایران معرفی شد و در فروردین سال ۱۳۹۷ از این سمت استعفا داد.
افشاردوست در تاریخ ۲۱ فروردین ۹۷ به عنوان مدیرعامل مؤسسه ورزش و تفریحات سالم سازمان منطقه آزاد کیش منصوب شد.
افشاردوست فارغ‌التحصیل مقطع دکتری تخصصی مدیریت ورزشی از دانشگاه خوارزمی می‌باشد و چندین مقاله علمی، پژوهشی ورزشی و همچنین ۵ عنوان کتاب در خصوص والیبال و آمادگی جسمانی ترجمه و تألیف نموده‌است.
افشاردوست مدرس دانشگاه خوارزمی و دانشگاه آزاد اسلامی واحد کرج بوده‌است.
دکتر محمود افشار دوست به عنوان مدیر فنی تیم مقاومت شهداب یزد توانست قهرمان لیگ برتر والیبال سال ۱۴۰۰ ایران شود.  
او همچنین توانست امسال در سال 1401 با تیم مقاومت شهداب یزد به عنوان مشاور فنی این تیم به دومین قهرمانی پیاپی دست پیدا کند.
در حال حاضر وی مربی تیم ملی والیبال مردان ایران است

## دست‌آوردها
- دبیرکل فدراسیون والیبال ایران (۱۳۹۱–۱۳۹۷)
- کارشناس خبره و عضو هیئت رئیسه فدراسیون والیبال ایران با حکم وزیر ورزش و جوانان
- عضو کمیته فنی فدراسیون والیبال ایران
- مدیر عامل مؤسسه ورزش و تفریحات سالم کیش
- عضو کمیته مربیان کنفدراسیون والیبال آسیا AVC
- مدیر فنی تیم ملی والیبال بزرگسالان ایران در بازیهای آسیایی ۲۰۱۴ اینچئون و المپیک ۲۰۱۶ ریو
- رئیس انجمن والیبال فدراسیون ورزشهای دانشگاهی
- مدیر اجرایی مسابقات بین‌المللی به میزبانی ایران (لیگ جهانی - قهرمانی آسیا)
- دارای بالاترین مدرک بین‌المللی مربیگری (level 3) از فدراسیون جهانی والیبال FIVB
- عضو اتاق فکر فدراسیون والیبال ایران
- مدرس فدراسیون والیبال ایران
- عضو شورای راهبردی ورزش استان البرز
- مشاور عالی هیئت اجرایی کمیته ورزش و تفریحات سالم مجمع شهرداران کلانشهرهای ایران
- سرپرست تیم ملی ب ایران در مسابقات قهرمانی کشورهای اسلامی. اندونزی
- عضو کمیته کنترل و برگزاری مسابقات المپیک دانشجویان جهان به انتخاب فدراسیون جهانی. چین تایپه ۱۳۹۶

### بازیکن
- قهرمانی انتخابی قهرمانی جوانان جهان ۱۳۷۱ تایلند
- مدال نقره بازیهای آسیایی بوسان ۲۰۰۲ کره جنوبی
- مدال برنز مسابقات قهرمانی بزرگسالان آسیا ۲۰۰۳ چین
- مدال طلا مسابقات قهرمانی باشگاه‌های آسیا ۱۳۸۱ ایران
- مدال نقره مسابقات قهرمانی باشگاه‌های آسیا ۱۳۷۹ تایلند
- مدال نقره مسابقات قهرمانی باشگاه‌های آسیا ۱۳۸۳ ایران
- مدال نقره مسابقات قهرمانی باشگاه‌های آسیا ۱۳۷۵ ایران
- مدال برنز قهرمانی باشگاه‌های آسیا ۱۳۸۷ چین
- مدال برنز قهرمانی باشگاه‌های آسیا ۱۳۷۶ لبنان

### مربی
- مدال طلا بازیهای آسیایی اینچئون کره جنوبی ۲۰۱۴ به عنوان مدیر فنی تیم ملی والیبال
- مدیر فنی تیم ملی والیبال ایران در المپیک ۲۰۱۶ ریو
- مدال نقره بازیهای آسیایی گوانگژو ۲۰۱۰ چین
- مدال نقره مسابقات قهرمانی والیبال آسیا ۲۰۰۹ فیلیپین
- مدال طلا جام کنفدراسیون والیبال آسیا ۲۰۱۰ ایران
- مدال طلا مسابقات جام ریاست جمهوری قزاقستان ۲۰۱۰
- مربی نیم ملی بزرگسالان ۱۳۸۷ لغایت ۱۳۹۰
- مربی تیم ملی نوجوانان در مسابقات قهرمانی نوجوانان جهان ۱۳۹۰ آرژانتین